# Mano-Mera (Ort)
Mano-Mera (Manumera, Manumeran, Manumerah) ist eine osttimoresische Siedlung im Suco Mulo (Verwaltungsamt Hato-Udo, Gemeinde Ainaro).

## Geographie und Einrichtungen
Mano-Mera liegt im Zentrum der Aldeia Mano-Mera, auf einem Bergrücken in einer Meereshöhe von 2035 m. Eine kleine Straße verbindet das Dorf mit Maulahulo im Nordwesten und Hautio im Südosten.
In dem Dorf befindet sich eine Kapelle.